# Qu Yuan
Qu Yuan (kinesiska: 屈原; pinyin: Qū Yuán) född cirka år 340 f.Kr., troligen i Zigui i vad som nu är provinsen Hubei, död genom rituellt självmord år 278 f.Kr., var en kinesisk poet och politiker under De stridande staternas tid i det antika Kina.
Han är den äldsta kinesiska poet som det finns historisk information om. Delar av den berömda  poesisamlingen Chu-ci har tillskrivits honom, och han är med säkerhet författaren till Lisao (離騷), en lång klagodikt som fick stor betydelse för senare poesi, inte minst för Fu-poesin under Han-dynastin.
Qu Yuan sägs ha varit ämbetsman i  Kungariket Chu och sökte en allians med andra stater för att förhindra staten Qins maktutbredelse. Hans inflytande marginaliserades dock av andra korrupta tjänstemän och han gick i exil. Efter många år på flykt dränkte han sig själv genom ett rituellt självmord i floden Miluo som en protest mot korruption. 
Till Qu Yuans ära firas varje år Drakbåtsfestivalen. Det berättas att folket som bodde längs flodens stränder där Qu Yuan dränkte sig sörjde hans död. För att inte fiskarna skulle förstöra hans kropp rodde de enligt legenden upp och ned för floden och slog med årorna i vattnet och på trummor för att distrahera fisken och kastade ut ris i vattnet.